# Neubruchhausen

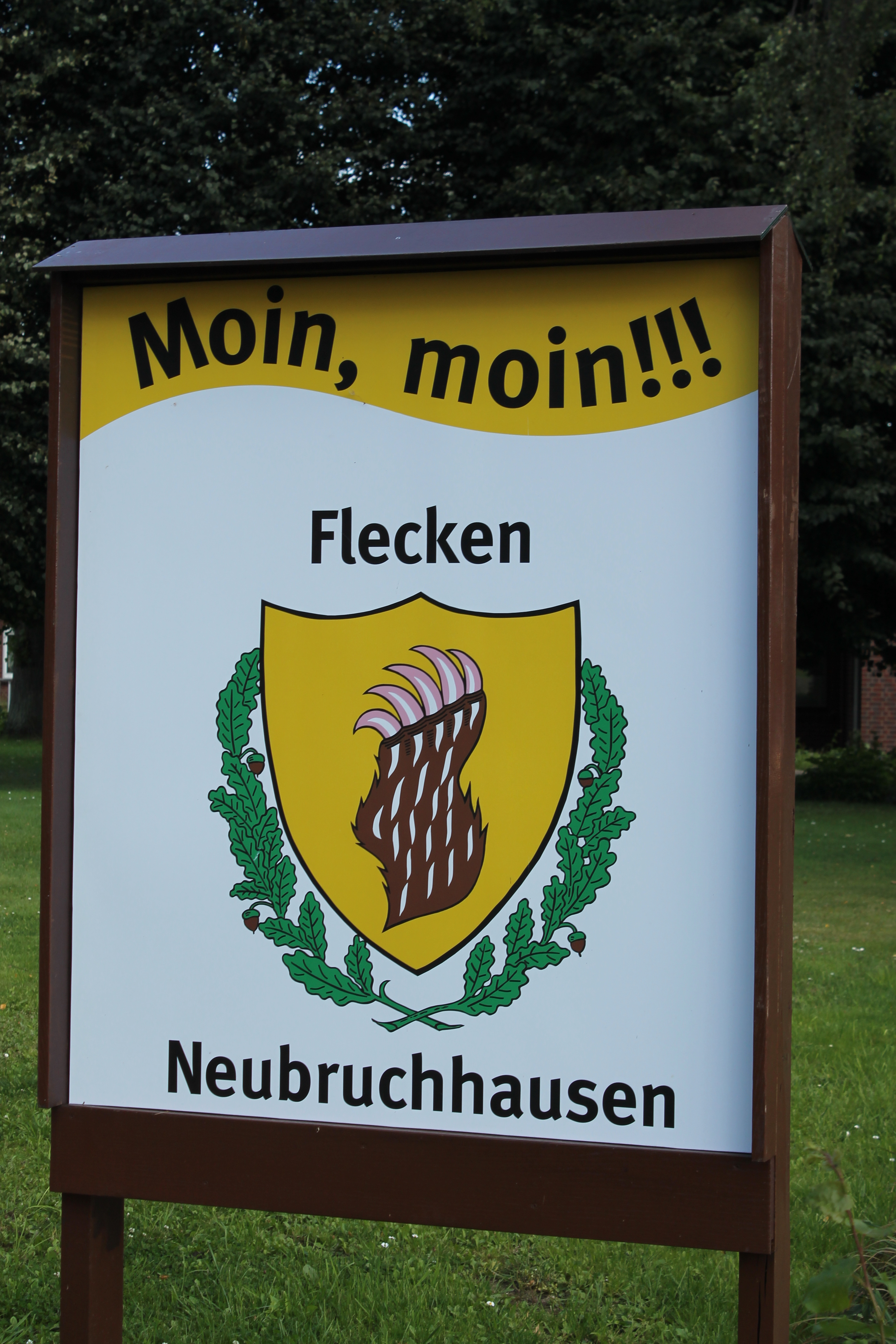
Begrüßungsschild

Neubruchhausen ist ein Ortsteil der Stadt Bassum im Landkreis Diepholz (Niedersachsen) und hat etwa 1140 Einwohner. Der Ort feierte 2009 sein 750-jähriges Bestehen. Neubruchhausen war ein Flecken.

## Geographie
Neubruchhausen ist ein Ortsteil der Stadt Bassum und ca. acht Kilometer östlich vom Kern der Stadt Bassum entfernt.

## Nachbargemeinden
Benachbarte Ortsteile der Stadt Bassum sind die westlich von Neubruchhausen gelegenen Ortsteile Bramstedt, Eschenhausen und Hallstedt. Von der nördlich gelegenen Stadt Syke sind deren Ortsteile Henstedt und Jardinghausen angrenzend; von der östlich gelegenen Samtgemeinde Bruchhausen-Vilsen deren Ortsteil Ochtmannien, sowie von der südlich gelegenen Samtgemeinde Schwaförden die Ortsteile Menninghausen und Bensen.

## Geschichte

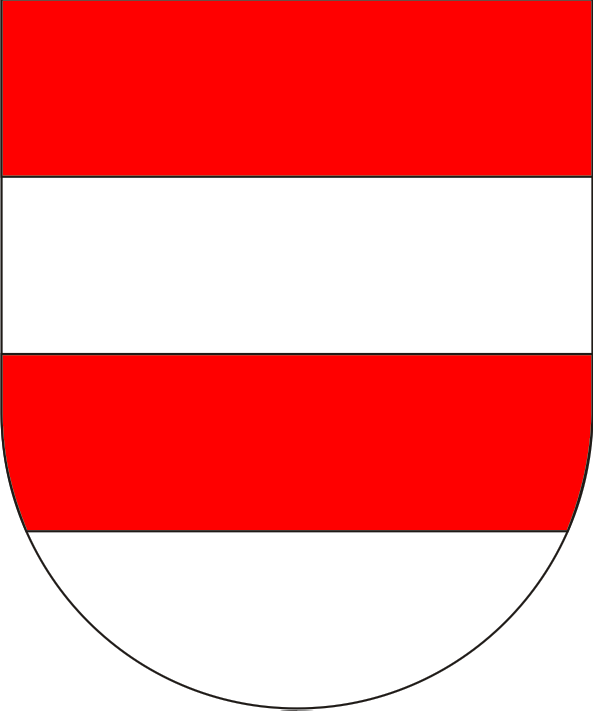
Wappen der Grafschaft Neubruchhausen
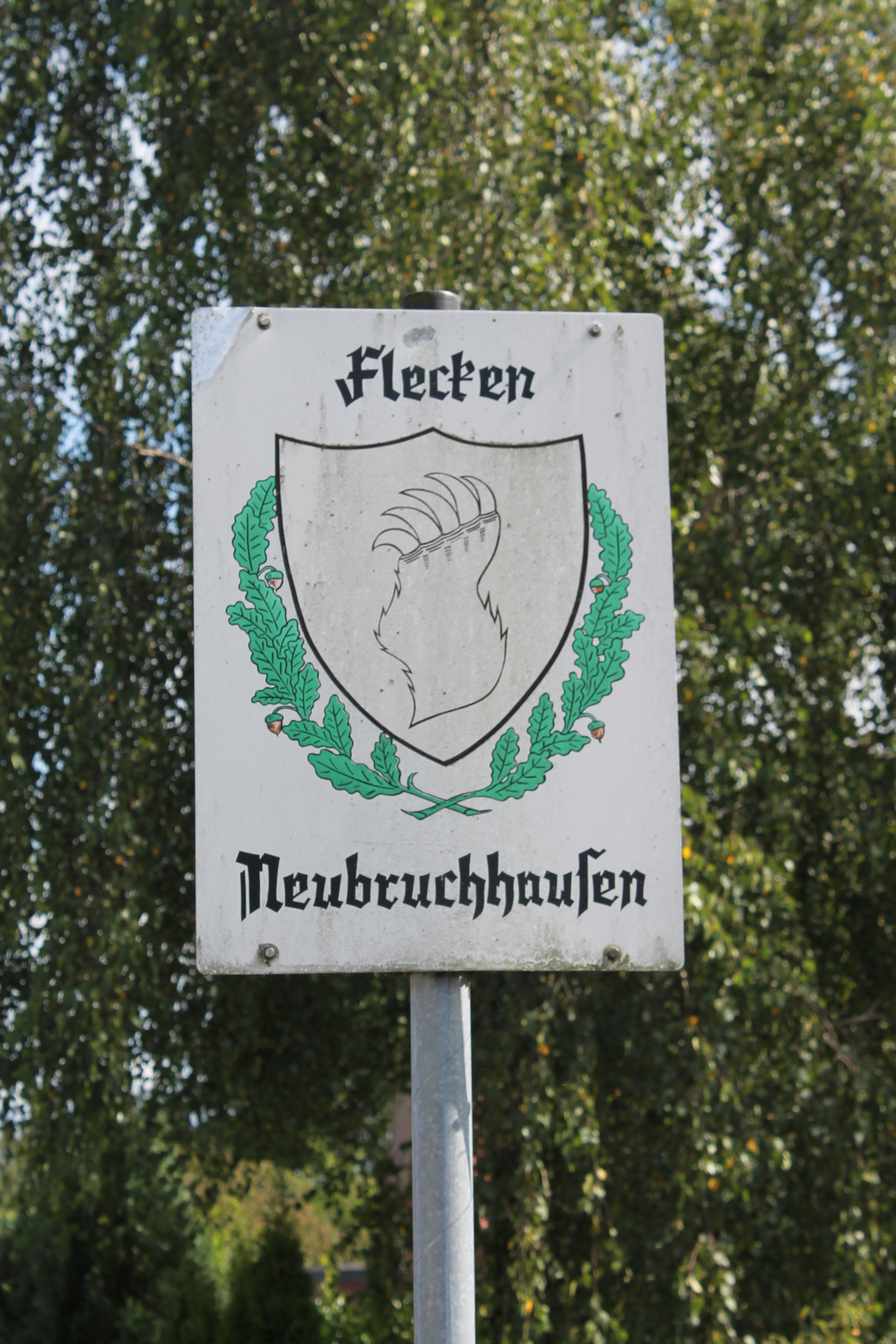
Altes Ortsschild des Fleckens Neubruchhausen
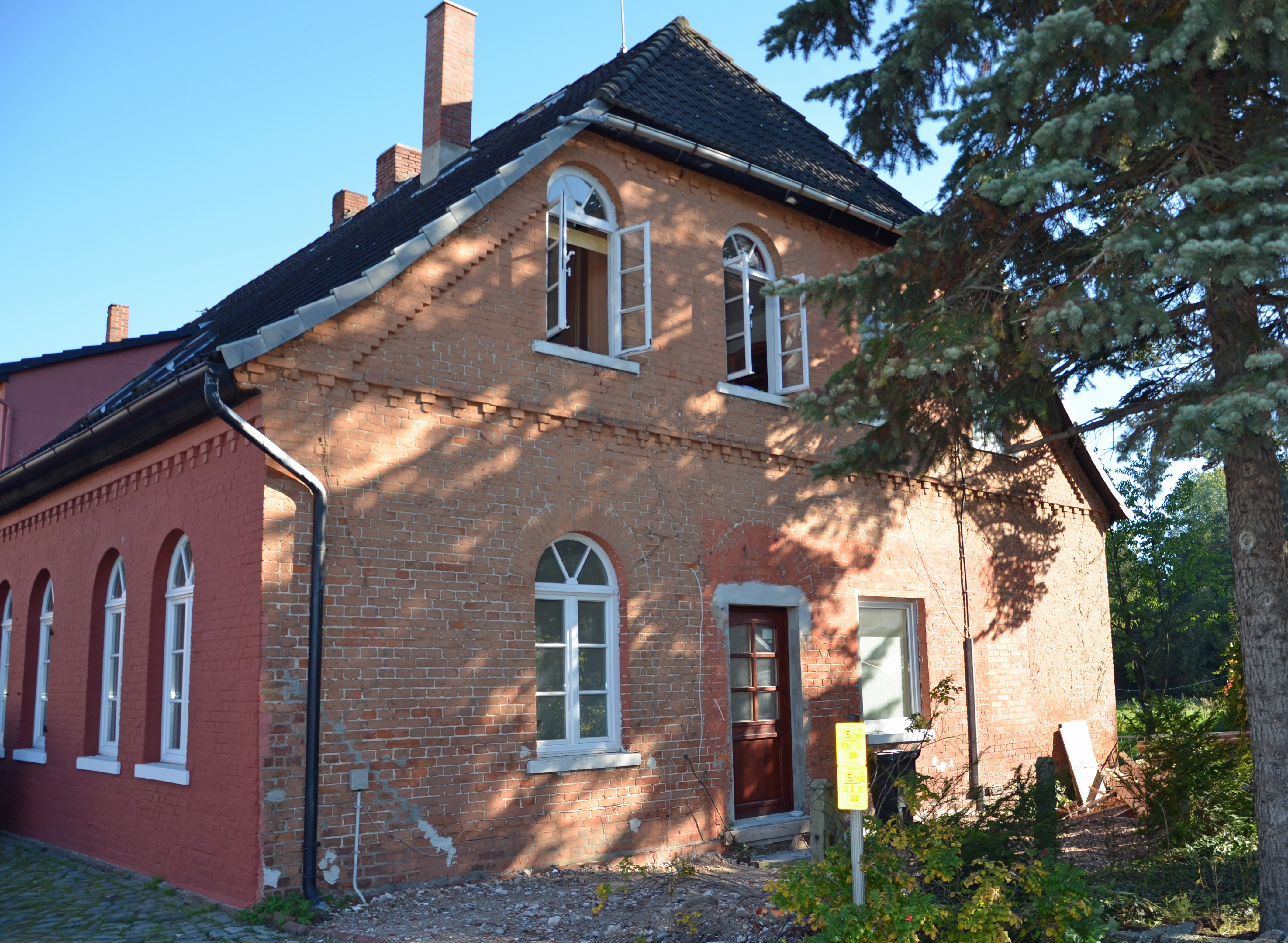
Alte Schule in Neubruchhausen

Die Grafen von Neubruchhausen stammen von den Grafen von Oldenburg ab, deren zweite Linie die Grafen von Altenbruchhausen (heute Bruchhausen) bildeten. 1259 wird der erste Graf von Neubruchhausen urkundlich erwähnt. Durch Kauf fiel die Grafschaft Neubruchhausen 1384 an die Grafen von Hoya. Vom 13. bis 16. Jh. bestand die Burg Neubruchhausen. Bis 1758 war Neubruchhausen Sitz des gleichnamigen Amts, das dann gemeinsam mit dem Amt Altbruchhausen verwaltet und 1813 mit diesem zum neuen Amt Bruchhausen vereinigt wurde. 1778 wurden die Amtsländereien unter Neubauern und ärmere Einwohner aufgeteilt und daraus die "Kolonie Freidorf im Flecken und auf den Kämpen" gebildet, die erst 1929 in die Fleckensgemeinde eingegliedert wurde.
Im Jahre 1786 wurde auf den Fundamenten des ehemaligen Vorwerks die Oberförsterei errichtet, der die Wälder in den Ämtern Bruchhausen, Hoya, Syke, Westen und Thedinghausen unterstellt waren. Unter französisch-westphälischer Herrschaft war Neubruchhausen Sitz eines Kantons im Arrondissement Nienburg des Departements der Wesermündungen. Zum Maire des Fleckens wurde der Oberförster Friedr. August Wackerhagen (1751–1836) ernannt. Nach dem Ende der Franzosenzeit wurde die alte Verwaltungsgliederung zunächst wiederhergestellt, doch wurde Neubruchhausen 1852 aus dem Amt Bruchhausen in das Amt Freudenberg umgegliedert.
Im Jahre 1858 brannte ein Teil des Ortes südlich der Hache „Martfelder Ende“ ab. Im Jahre 1861 wurde die Schule Heiligenfelder Straße 2 gebaut. Seit 1873 verfügte der Flecken über eine Postagentur. Im Jahre 1874 wurde für Neubruchhausen und Freidorf ein eigener Standesamtsbezirk gebildet. 
Bei der Einführung der Kreisverfassung 1885 kamen Neubruchhausen und Freidorf zum neu geschaffenen Kreis Syke (1932 zum Landkreis Grafschaft Hoya, 1977 Landkreis Diepholz). 1908 wurde der erste Strom produziert und in das örtliche Versorgungsnetz eingespeist wurde.
Mit dem 1. Januar 1966 wurde aus den Gemeinden Neubruchhausen, Hallstedt und Jardinghausen die Samtgemeinde Neubruchhausen gebildet. Am 1. März 1974 wurde der Flecken Neubruchhausen neben zahlreichen weiteren heutigen Ortsteilen in die Stadt Bassum eingegliedert. Seit den 1980er Jahren wird die Alte Oberförsterei als Kulturzentrum genutzt.

## Wappen
Blasonierung: „In Gold (Gelb) eine aufrechte silbern (weiß) bewehrte naturfarbene Bärentatze auf einem halb mit zwei grünen Eichenzweigen, daran je zwei naturfarbene Eicheln, umkränzten Schild.“ Die Hauptsatzung gibt folgende heraldisch nicht korrekte Beschreibung: „Das Wappen des Fleckens Neubruchhausen zeigt: Eine Bärenklaue auf einem halb mit Eichenlaub umkränzten Schild.“
Die Bärentatze entstammt dem Wappen der Grafen von Hoya, die Eichenzweige symbolisieren die großen örtlichen Waldgebiete.

## Politik
In Bassum werden die Interesse der Ortschaften von Ortsvorstehern vertreten. Seit der Kommunalwahl 2021 ist Werner Wisloh Ortsvorsteher von Neubruchhausen.
| Flecken Neubruchhausen (bis 1974)    | Flecken Neubruchhausen (bis 1974) | Flecken Neubruchhausen (bis 1974) | Flecken Neubruchhausen (bis 1974) |
| ------------------------------------ | --------------------------------- | --------------------------------- | --------------------------------- |
| Amtszeit                             | Amtszeit                          |                                   | Partei                            |
| 1782                                 |                                   | Johann Dannemann                  |                                   |
| 1818                                 |                                   | Johann Bolte                      |                                   |
| Ortschaft Neubruchhausen (seit 1974) |                                   |                                   |                                   |
| Amtszeit                             | Amtszeit                          |                                   | Partei                            |
| 19. September 1974                   | 30. Juni 1982                     | Konrad Lahmeyer                   | CDU                               |
| 30. Juni 1982                        | 31. Oktober 2004                  | Ernst Poggenburg                  | CDU                               |
| 1. November 2004                     | 2016                              | Rolf Lahmeyer                     | CDU                               |
| 2016                                 | 2021                              | Hendrik Bülter                    | CDU                               |
| 2021                                 | heute                             | Werner Wisloh                     | Bürger Block                      |

## Sehenswürdigkeiten

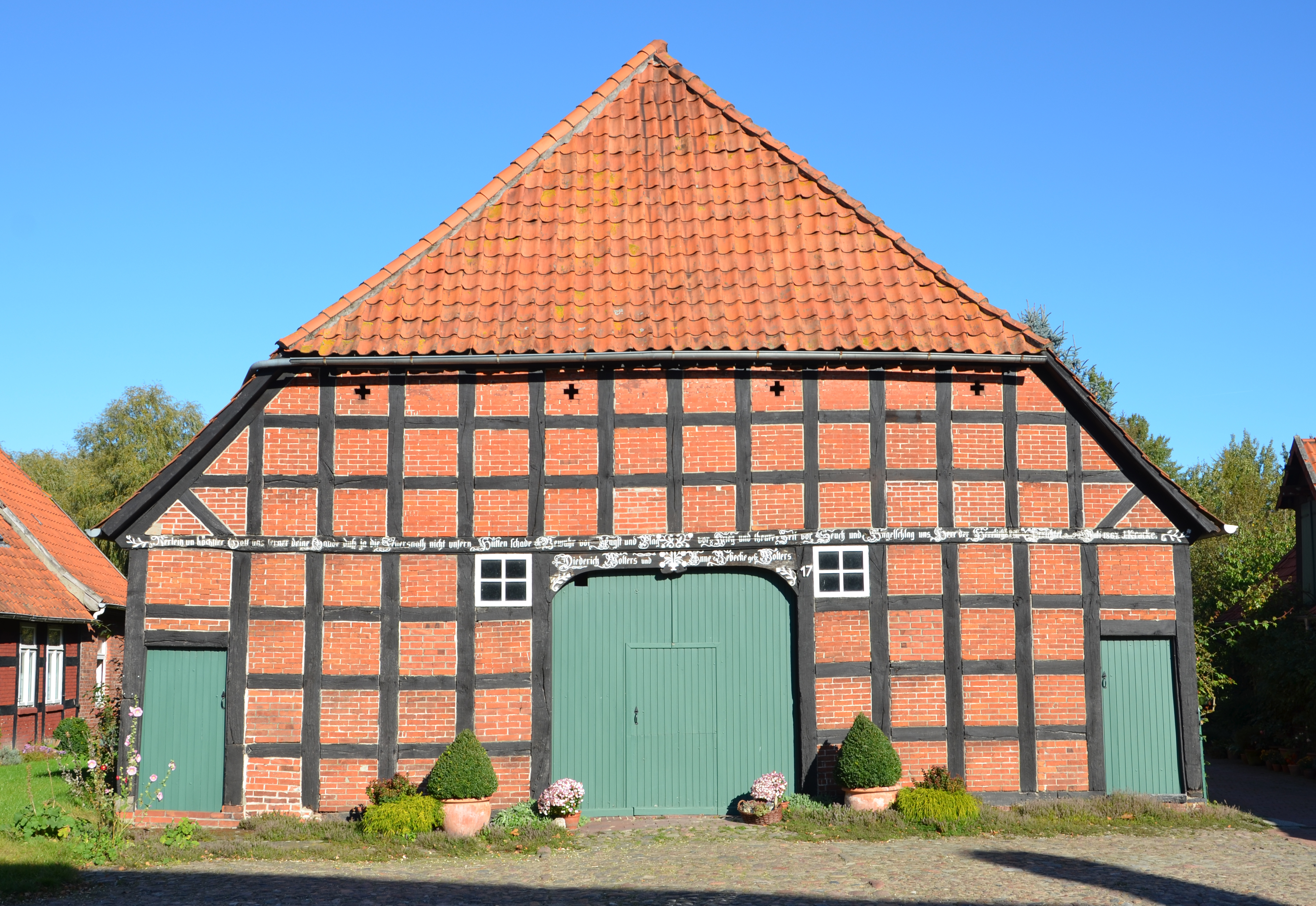
Hofanlage Nienburger Straße 17

In der Liste der Baudenkmale in Bassum sind für Neubruchhausen 36 Baudenkmale aufgeführt, darunter als 

### Bauernhäuser
- Hofanlage Hauptstraße 99
- Hofanlage Nienburger Straße 13
- Hofanlage Nienburger Straße 17
- Hofanlage Nienburger Straße 19
- Wohn- und Wirtschaftsgebäude Nienburger Straße 14
- Wohn- und Wirtschaftsgebäude Nienburger Straße 16
- Wohn- und Wirtschaftsgebäude Nienburger Straße 18
- Wohn- und Wirtschaftsgebäude Heidestraße 35
- Wohn- und Wirtschaftsgebäude Heidestraße 39
- Wohn- und Wirtschaftsgebäude Sudwalder Straße 1

### Kirche

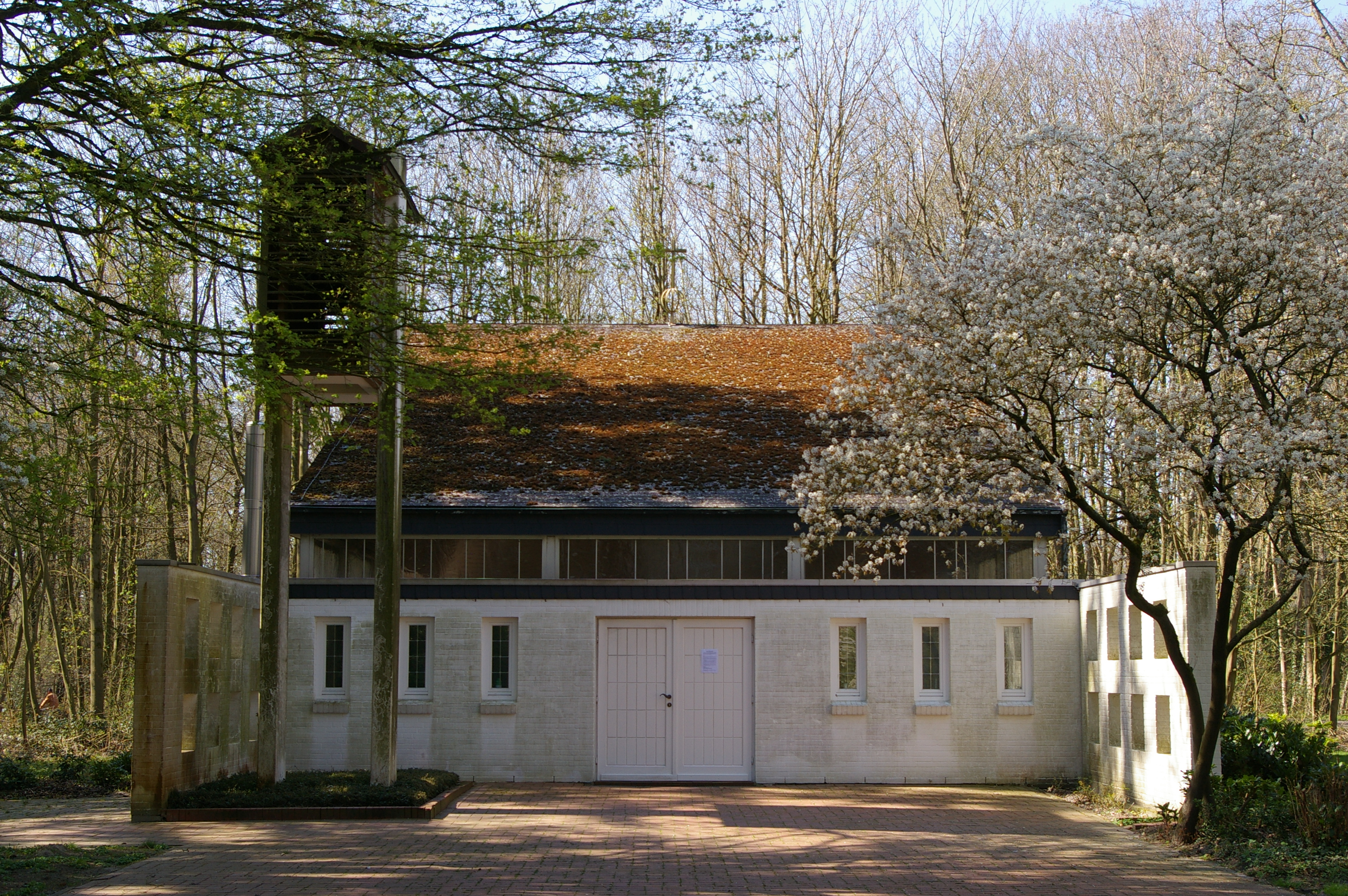
Dreifaltigkeitskirche Neubruchhausen

Ein Gedenkstein erinnert an eine aus dem 17. Jahrhundert stammende Kapelle, welche 1970 abgerissen wurde. An ihre Stelle trat die neue Dreifaltigkeitskirche, die 1972 eingeweiht wurde. Sie fand ihren Platz an der historischen Stätte der Vorgängerkirche zwischen Hauptstraße und Sudwalder Straße, direkt an der Hache gelegen.

### Alte Oberförsterei

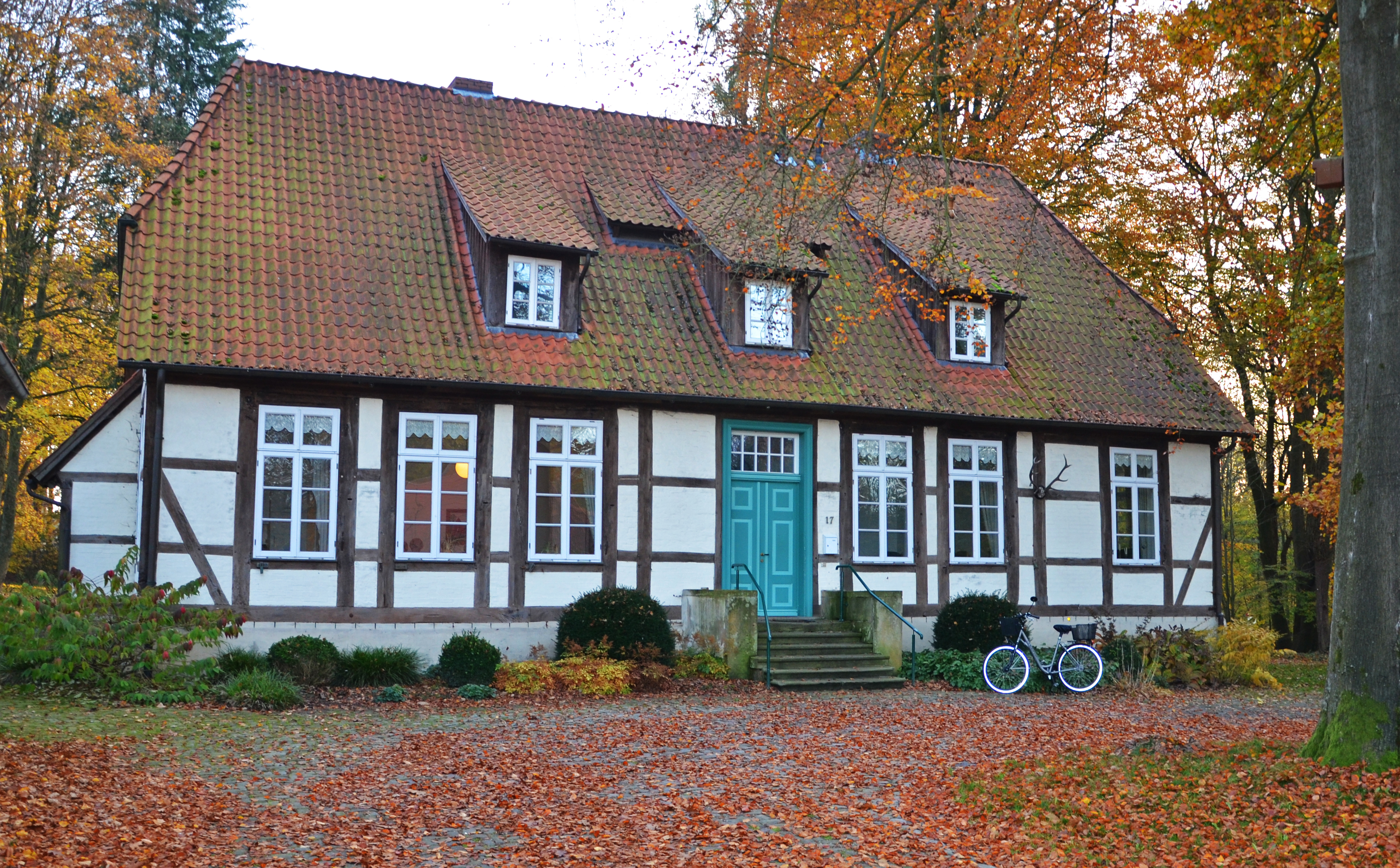
Alte Oberförsterei

Die Alte Oberförsterei Neubruchhausen als Fachwerkhaus von 1786 steht an der L 356 nach Sudwalde. Sie hat orts- und waldgeschichtliche Bedeutung und war Wirkungsstätte vieler Forstbeamter. Der bedeutendste Oberförster war Friedrich Erdmann. Heute werden Räume dieses Gebäudes vermietet. Außerdem dient es dem dörflichen Gemeindeleben und für Veranstaltungen.

### Scheunenviertel

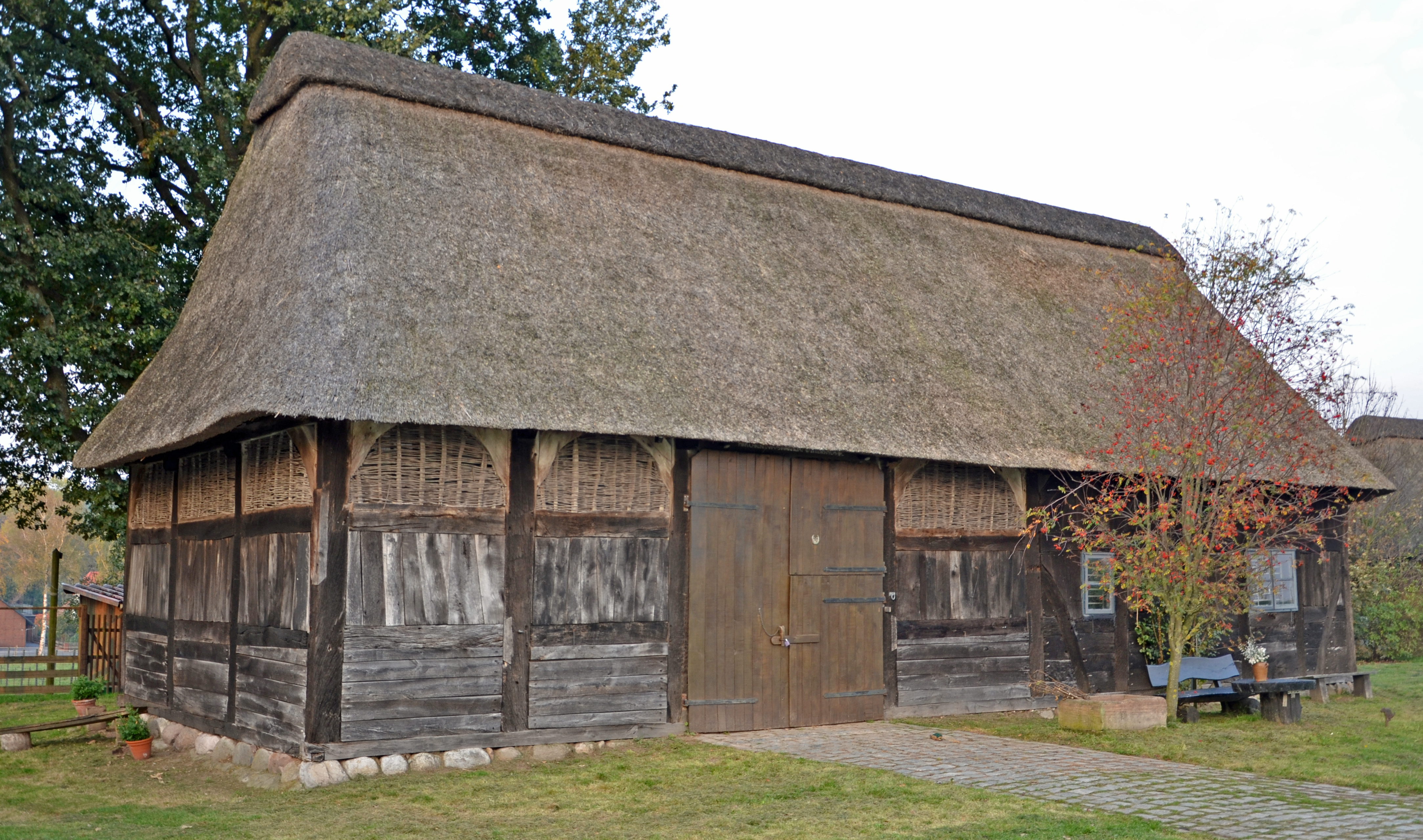
Restaurierte Scheune im Scheunenviertel

Das Scheunenviertel Neubruchhausen liegt südlich der Nienburger Straße. Es besteht gegenwärtig aus acht Feldscheunen und ist selten in Niedersachsen.

### Wassermühle

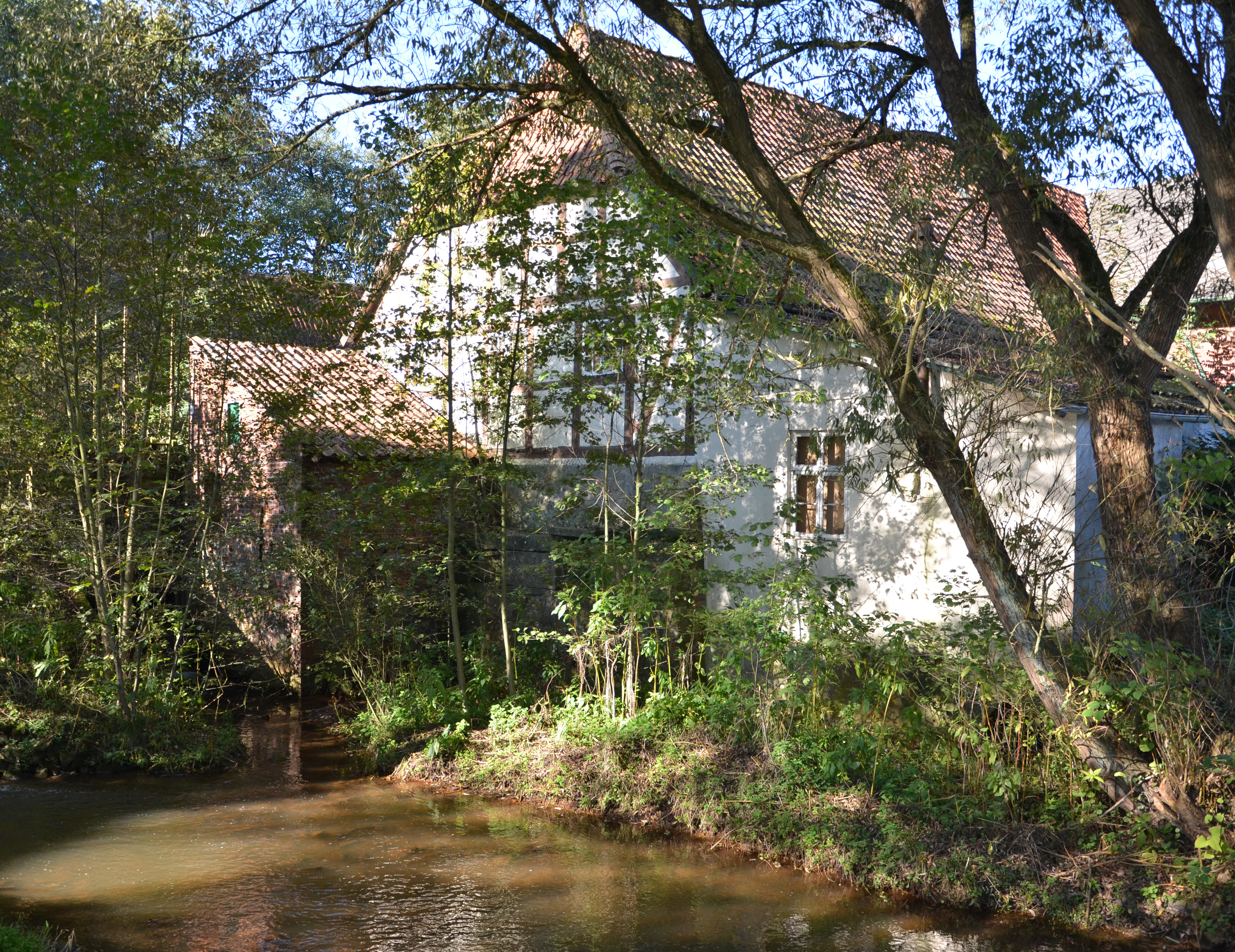
Wassermühle Neubruchhausen

Erstmals erwähnt wurde 1583 die Wassermühle Neubruchhausen. Der Fachwerkteil stammt von 1730 und das verputzte Wohngebäude aus den 1890er Jahren. Das Wasser der Hache wurde in dem ca. 4000 m² großen Mühlenteich gestaut. 1974 wurde der Betrieb eingestellt. 2015 hat sich ein Verein gegründet, der den Mühlenbereich sanieren will. Die anderen Gebäude wurden von 2016 bis 2019/20 saniert.

### Natur
Das Umfeld der Oberförsterei eignet sich zum Spazieren gehen. Ein Fußgängerweg führt durch den Auwald an der Hache, ein Naturschutzgebiet, in dem die Frühblüher Buschwindröschen, Scharbockskraut und das Milzkraut im April blühen. Allerdings trennt eine Verbindungsstraße (die L 356), über die auch Kinder der Grundschule Neubruchhausen gehen müssen, den Wald von dem alten Gemäuer.
Neubruchhausen liegt im Süden des rund 261 Hektar großen Naturschutzgebietes „Hachetal und Freidorfer Hachetal“, das sich nach Norden bis Syke erstreckt.

## Infrastruktur

### Verkehr
Zwei Landesstraßen, die L 332 und die L 356, durchschneiden Neubruchhausen. Sie führen direkt in die Nachbarorte Heiligenfelde, Bassum, und Sudwalde.
Der nächstgelegene Bahnhof ist der in westlicher Richtung an der Strecke Bremen–Osnabrück gelegene Bahnhof Bassum.

### Bildung
Die Kinder aus Neubruchhausen und Umgebung können ortsnah zunächst den städtischen Kindergarten, anschließend die Grundschule in Neubruchhausen besuchen.

### Vereine
- DRK-Ortsverein Neubruchhausen
- Förderverein Grundschule Neubruchhausen
- Freiwillige Feuerwehr Neubruchhausen
- Gemischter Chor von 1919
- Hachetoler Plattsnuten
- Heimatverein Neubruchhausen
- Maschinengemeinschaft Freidorf
- Reichsbund Neubruchhausen
- Schützenverein Neubruchhausen
- TSV Neubruchhausen: Seit 1972 besteht eine Partnerschaft zum S.C. Marolles aus Marolles-les-Braults.
- Wassermühle Neubruchhausen

## Persönlichkeiten

### Söhne und Töchter des Ortes
- Karl Dannemann (1896–1945), Bremer Maler und Filmschauspieler

### Personen, die mit dem Ort in Verbindung stehen
- Friedrich Erdmann (1859–1943), Förster des Forstamtes Neubruchhausen von 1892 bis 1924.
- Friedrich Bolte (1896–1959), Politiker (NSDAP), starb in Neubruchhausen.
- Hans-Hermann Sprado (1956–2014), Journalist und Autor, lebte in Neubruchhausen.